# Rajno Polje
Rajno Polje (en serbe cyrillique : Рајно Поље) est un village de Serbie situé sur le territoire de la Ville de Leskovac, district de Jablanica. Au recensement de 2011, il comptait 689 habitants.

## Démographie
| 1948 | 1953 | 1961 | 1971 | 1981 | 1991 | 2002 | 2011 |
| ---- | ---- | ---- | ---- | ---- | ---- | ---- | ---- |
| 711  | 768  | 776  | 807  | 773  | 741  | 739  | 689  |

|  |